# Eliane Bodolo
Eliane Bodolo  de son vrai nom Eliane Manbolomo Bodolo (née le 3 juillet 1991), est une footballeuse internationale camerounaise jouant au poste de défenseure.

## Biographie
Eliane Manbolomo Bodolo est originaire du Cameroun.
Elle commence sa carrière au Cameroun avant de jouer à l'étranger. Elle participe à son premier match avec le club espagnol de l'Extremadura Femenino CF en 2019 avant de rejoindre Juan Grande en 2021. Elle s'engage avec Getafe en 2022.
Elle est appelée en équipe du Cameroun pour disputer la Coupe d'Afrique des nations 2022. Elle inscrit son tout premier but avec les lionnes indomptables (l'unique de la rencontre) le 22 septembre 2023 lors du match aller qualitatif de la CAN Féminine Maroc 2024 face au Kenya.